# Сестри (роман)
Сестри (англ. The Sisters) — третій роман Джозефа Конрада і єдиний незакінчений через природні причини. Уцілілий фрагмент (близько 40 машинописних сторінок), який складається із семи коротких розділів, опублікований посмертно в США у 1928 році з передмовою Форда Медокса Форда. У польському перекладі опублікований 1967 року Державним видавничим інститутом у перекладі Віта Тарнавського з післямовою Казімежа Вики.

## Історія видання
Конрад почав писати «Сестри» одразу після завершення свого другого роману «Вигнанець з островів» наприкінці 1895 року. На відміну від перших двох, події твору мали відбуватися в Європі у наші дні. На жаль, письменник не встиг змінити тему, і після негативної думки літературознавця Едварда Гарнетта назавжди відмовився від неї та повернувся до морської тематики.
Окремі теми, порушені в «Сестрах», пізніше були відображені в романі «Золота стріла» (1919): тут також головні героїні — дві сестри-баски з такими ж іменами: Рита і Тереза, виховані суворим дядьком .

## Сюжет
У збережених фрагментах автор окреслює дві окремі теми: вищезгадані баскські сестри-сироти, одну з яких виховує дядько в Парижі; початок — розповідь про молодого художника з Росії, який блукає Європою і, зрештою, оселяється в Парижі.

## Критика
Роман маловідомий і вважається слабким. Критики вважають, що головна героїня постає в загальному, банальному, стереотипному і нечіткому образі. Здзіслав Найдер пише, що мова роману «вражає витонченою риторикою», а стиль «натягнутий і сповнений кліше». Альбер Герар вважав, що початок роману виглядає як наївна підліткова автобіографія, і письменник відмовився від неї, вважаючи її невдалою. З іншого боку, Томас Мозер стверджує, що Конрад так і не впорався з описом традиційно зрозумілого кохання двох людей із кола європейської культури. Натомість польський критик Казімєж Вика в есе «Острів у польській бухті» (1965) визнає роман видатним твором, що відповідає польській романтичній традиції. Найдер пояснює цей дисонанс чудовим перекладом Віта Тарновського, який «очевидно кращий за оригінал».